# Isla de San Pedruco
La isla de San Pedruco o San Pedro es un islote español situado en la costa de Noja, Cantabria. Se encuentra en la playa de Ris, cerca de otra isla, la de la Oliva.
Está cubierta de vegetación baja (zarzas, helechos) y posee una vieja y ruinosa ermita en su parte más alta, donde antaño se celebraba concurrida romería. Abundan los lagartos, que alcanzan dimensiones considerables.